# Молодіжний чемпіонат Південної Америки з футболу 2015
Молодіжний чемпіонат Південної Америки з футболу 2015 року (ісп. CONMEBOL Sudamericano Sub-20 2015) — 27-ий розіграш молодіжного чемпіонату Південної Америки з футболу, який проходив під егідою КОНМЕБОЛ в Уругваї з 14 січня по 7 лютого 2015 року.
Турнір паралельно служив кваліфікацією для кількох змагань. Так чотири найкращі команди отримували путівку на Молодіжний чемпіонат світу 2015 року у Новій Зеландії, Бразилія, як господар, та команда-переможець, якою стала Аргентина, безпосередньо кваліфікувались на футбольний турнір літніх Олімпійських іграх 2016 року, тоді як команда, яка посіла друге місце, вийшла в плей-оф відбору того турніру, а чотири команди, які посіли третє-шосте місця, кваліфікувались на Панамериканські ігри 2015 року в Канаді.

## Команди
Усі десять молодіжних збірних, що входять до КОНМЕБОЛ, взяли участь у турнірі.
| Збірна                    | Участей | Найкращий результат                   |
| ------------------------- | ------- | ------------------------------------- |
| Аргентина                 | 25      | Чемпіонство (4 рази, востаннє 2003)   |
| Болівія                   | 22      | 4 місце (2 рази, востаннє 1983)       |
| Бразилія                  | 26      | Чемпіонство (11 разів, востаннє 2011) |
| Чилі                      | 27      | 2 місце (1 раз, 1975)                 |
| Колумбія (діючий чемпіон) | 25      | Чемпіонство (3 рази, востаннє 2013)   |
| Еквадор                   | 22      | 3 місце (3 рази, востаннє 2011)       |
| Парагвай                  | 25      | Чемпіонство (1 раз, 1971)             |
| Перу                      | 26      | 4 місце (2 рази, востаннє 1971)       |
| Уругвай (господар)        | 26      | Чемпіонство (7 разів, востаннє 1981)  |
| Венесуела                 | 23      | 3 місце (1 раз, 1954)                 |

## Стадіони
Уругвай був обраний країною-господарем турніру 23 травня 2012 року на засіданні виконавчого комітету КОНМЕБОЛ, яке відбулося в Будапешті, Угорщина, напередодні 62-го конгресу ФІФА.
Матчі проходили на 4-х стадіонах у 3 містах: «Альберто Суппічі» у Колонія-дель-Сакраменто (група A) і «Домінго Бургеньйо» у Мальдонадо (група B), а фінальний етап пройшов на двох стадіонах у столиці, місті Монтевідео — «Естадіо Парк Сентраль» і «Естадіо Сентенаріо».
| Колонія               | Мальдонадо         | Колонія Мальдонадо Монтевідео |
| --------------------- | ------------------ | ----------------------------- |
| Альберто Суппічі      | Домінго Бургеньйо  | Колонія Мальдонадо Монтевідео |
| Мітскість: 12,000     | Мітскість: 22,000  | Колонія Мальдонадо Монтевідео |
|                       |                    | Колонія Мальдонадо Монтевідео |
| Монтевідео            |                    | Колонія Мальдонадо Монтевідео |
| Естадіо Парк Сентраль | Естадіо Сентенаріо | Колонія Мальдонадо Монтевідео |
| Мітскість: 28,000     | Мітскість: 65,235  | Колонія Мальдонадо Монтевідео |
|                       |                    | Колонія Мальдонадо Монтевідео |

## Склади
Кожна команда мала зареєструвати заявку з 23 гравців (троє з яких повинні бути воротарями).

## Арбітри
Суддівська рада КОНМЕБОЛ вибрала наступних суддів і помічників суддів для роботи на турнірі
| Мауро Вільяно - Асистент: Єсекієль Браїловскі Алехандро Мансілья - Асистент: Вілсон Аррельяно Рікардо Маркес - Асистент: Клебер Лусіо Гіль Хуліо Баскуньян - Асистент: Марсело Барраса Адріан Велес - Асистент: Вільмар Наварро | Родді Самбрано - Асистент: Луїс Вера Енріке Касерес - Асистент: Мельсіадес Сальдівар Дієго Харо - Асистент: Брауліо Корнехо Андрес Кунья - Асистент: Ніколас Таран Хосе Арготе - Асистент: Хайро Ромеро |

## Жеребкування
Жеребкування турніру відбулось 29 вересня 2014 року, о 20:15 UYT (UTC−3), у Національному іподромі Мароньяса в Монтевідео. Десять команд були об'єднані у дві групи по п'ять збірних. Аргентина та Бразилія були посіяні відповідно до групи А та групи В та призначені на позицію 1 у своїй групі. Парагвай та Уругвай також були посіяні відповідно до групи А та групи В і призначені на позицію 2 у своїй групі (як господар, Уругвай вирішив зіграти у групі В). Решта команд були розбиті на пари (Колумбія — Еквадор, Чилі — Перу, Болівія — Венесуела) та на жеребкуванні визначили своєї групи, а також позиції в ній.

## Перший етап
Три найкращі команди в кожній групі проходили до фінального етапу.
Вказано місцевий час (UTC−2).

### Група A
| Поз | Команда   | І | В | Н | П | ГЗ | ГП | РГ  | О | Group stage result |
| --- | --------- | - | - | - | - | -- | -- | --- | - | ------------------ |
| 1   | Аргентина | 4 | 3 | 0 | 1 | 14 | 5  | +9  | 9 | Фінальний етап     |
| 2   | Парагвай  | 4 | 2 | 1 | 1 | 7  | 5  | +2  | 7 | Фінальний етап     |
| 3   | Перу      | 4 | 2 | 1 | 1 | 6  | 7  | −1  | 7 | Фінальний етап     |
| 4   | Еквадор   | 4 | 2 | 0 | 2 | 9  | 8  | +1  | 6 |                    |
| 5   | Болівія   | 4 | 0 | 0 | 4 | 2  | 13 | −11 | 0 |                    |

| 14 січня 2015 20:00 |

| Аргентина                                               | 5–2      | Еквадор                      |
| ------------------------------------------------------- | -------- | ---------------------------- |
| Сімеоне 5', 42' Корреа 20' Мартінес 32' Монтесейрін 39' | Протокол | Х. Севальйос 22', 85' (пен.) |

| Альберто Суппічі, Колонія Арбітр: Рікардо Маркес (Бразиліяl) |

| 14 січня 2015 22:10 |

| Парагвай                                     | 4–2      | Болівія                 |
| -------------------------------------------- | -------- | ----------------------- |
| Вієра 3' Діас 23' Е. Араухо 55' Медіна 90+1' | Протокол | Ірагуа 38' А. Пінто 49' |

| Альберто Суппічі, Колонія Арбітр: Андрес Кунья (Уругвай) |

| 16 січня 2015 20:00 |

| Аргентина | 0–1      | Парагвай   |
| --------- | -------- | ---------- |
|           | Протокол | Каньєте 6' |

| Альберто Суппічі, Колонія Арбітр: Адріан Велес (Колумбія) |

| 16 січня 2015 22:10 |

| Еквадор | 0–2      | Перу            |
| ------- | -------- | --------------- |
|         | Протокол | Суккар 46', 76' |

| Альберто Суппічі, Колонія Арбітр: Хуліо Баскуньян (Чилі) |

| 18 січня 2015 20:00 |

| Аргентина                                                                | 6–2      | Перу                              |
| ------------------------------------------------------------------------ | -------- | --------------------------------- |
| Прієто 23' (аг) Бернаола 28' (аг) Корреа 32' Сімеоне 41', 89' Суарес 78' | Протокол | Гонсалес-Віхіль 73' да Сільва 73' |

| Альберто Суппічі, Колонія Арбітр: Андрес Кунья (Уругвай) |

| 18 січня 2015 22:10 |

| Еквадор                                               | 5–0      | Болівія |
| ----------------------------------------------------- | -------- | ------- |
| Х. Севальйос 34', 40' Бурбано 50' Парралес 87', 90+1' | Протокол |         |

| Альберто Суппічі, Колонія Арбітр: Хосе Арготе (Венесуела) |

| 20 січня 2015 20:00 |

| Парагвай      | 1–2      | Еквадор               |
| ------------- | -------- | --------------------- |
| Сантакрус 68' | Протокол | Парралес 6' Канга 88' |

| Альберто Суппічі, Колонія Арбітр: Рікардо Маркес (Бразиліяl) |

| 20 січня 2015 22:10 |

| Болівія | 0–1      | Перу          |
| ------- | -------- | ------------- |
|         | Протокол | да Сільва 68' |

| Альберто Суппічі, Колонія Арбітр: Адріан Велес (Колумбія) |

| 22 січня 2015 20:00 |

| Аргентина                   | 3–0      | Болівія |
| --------------------------- | -------- | ------- |
| Сімеоне 5', 12' Кардосо 72' | Протокол |         |

| Альберто Суппічі, Колонія Арбітр: Хосе Арготе (Венесуела) |

| 22 січня 2015 22:10 |

| Парагвай     | 1–1      | Перу       |
| ------------ | -------- | ---------- |
| Амарілья 29' | Протокол | Суккар 23' |

| Альберто Суппічі, Колонія Арбітр: Хуліо Баскуньян (Чилі) |

### Група B
| Поз | Команда     | І | В | Н | П | ГЗ | ГП | РГ | О | Group stage result |
| --- | ----------- | - | - | - | - | -- | -- | -- | - | ------------------ |
| 1   | Уругвай (H) | 4 | 3 | 0 | 1 | 9  | 2  | +7 | 9 | Фінальний етап     |
| 2   | Бразилія    | 4 | 3 | 0 | 1 | 6  | 4  | +2 | 9 | Фінальний етап     |
| 3   | Колумбія    | 4 | 2 | 0 | 2 | 5  | 3  | +2 | 6 | Фінальний етап     |
| 4   | Венесуела   | 4 | 1 | 0 | 3 | 1  | 5  | −4 | 3 |                    |
| 5   | Чилі        | 4 | 1 | 0 | 3 | 4  | 11 | −7 | 3 |                    |

| 15 січня 2015 20:00 |

| Бразилія                 | 2–1      | Чилі       |
| ------------------------ | -------- | ---------- |
| Маркос Гільерме 42', 46' | Протокол | Куевас 81' |

| Домінго Бургеньйо, Мальдонадо Арбітр: Енріке Касерес (Парагвай) |

| 15 січня 2015 22:10 |

| Уругвай         | 1–0      | Колумбія |
| --------------- | -------- | -------- |
| Арамбаррі 90+1' | Протокол |          |

| Домінго Бургеньйо, Мальдонадо Арбітр: Мауро Вільяно (Аргентина) |

| 17 січня 2015 20:00 |

| Чилі                    | 2–0      | Венесуела |
| ----------------------- | -------- | --------- |
| Ечеверрія 6' Куевас 58' | Протокол |           |

| Домінго Бургеньйо, Мальдонадо Арбітр: Дієго Харо (Перу) |

| 17 січня 2015 22:10 |

| Бразилія | 0–2      | Уругвай                   |
| -------- | -------- | ------------------------- |
|          | Протокол | Перейро 27' Арамбаррі 59' |

| Домінго Бургеньйо, Мальдонадо Арбітр: Родді Самбрано (Еквадор) |

| 19 січня 2015 20:00 |

| Чилі | 0–3      | Колумбія                       |
| ---- | -------- | ------------------------------ |
|      | Протокол | Борре 12' Лукумі 75' Отеро 81' |

| Домінго Бургеньйо, Мальдонадо Арбітр: Енріке Касерес (Парагвай) |

| 19 січня 2015 22:10 |

| Бразилія               | 2–0      | Венесуела |
| ---------------------- | -------- | --------- |
| Кенеді 72' Габріел 78' | Протокол |           |

| Домінго Бургеньйо, Мальдонадо Арбітр: Алехандро Мансілья (Болівія) |

| 21 січня 2015 20:00 |

| Колумбія   | 1–0      | Венесуела |
| ---------- | -------- | --------- |
| Лукумі 60' | Протокол |           |

| Домінго Бургеньйо, Мальдонадо Арбітр: Родді Самбрано (Еквадор) |

| 21 січня 2015 22:10 |

| Уругвай                                                                | 6–1      | Чилі          |
| ---------------------------------------------------------------------- | -------- | ------------- |
| Акоста 20', 45+1' Ечеверрія 23' (аг) Перейро 66' Амараль 81' Фабер 88' | Протокол | Ечеверрія 85' |

| Домінго Бургеньйо, Мальдонадо Арбітр: Мауро Вільяно (Аргентина) |

| 23 січня 2015 20:00 |

| Бразилія                       | 2–1      | Колумбія    |
| ------------------------------ | -------- | ----------- |
| Таллес 42' Маркос Гільерме 75' | Протокол | Манотас 50' |

| Домінго Бургеньйо, Мальдонадо Арбітр: Дієго Харо (Перу) |

| 23 січня 2015 22:10 |

| Уругвай | 0–1      | Венесуела  |
| ------- | -------- | ---------- |
|         | Протокол | Морено 27' |

| Домінго Бургеньйо, Мальдонадо Арбітр: Алехандро Мансілья (Болівія) |

## Фінальний етап
| Поз | Команда     | І | В | Н | П | ГЗ | ГП | РГ | О  | Кваліфікація                                                                       |
| --- | ----------- | - | - | - | - | -- | -- | -- | -- | ---------------------------------------------------------------------------------- |
| 1   | Аргентина   | 5 | 4 | 1 | 0 | 10 | 2  | +8 | 13 | Молодіжний чемпіонат світу 2015 і Олімпійські ігри 2016                            |
| 2   | Колумбія    | 5 | 2 | 3 | 0 | 7  | 2  | +5 | 9  | Молодіжний чемпіонат світу 2015 і плей-оф Олімпійських ігор 2016                   |
| 3   | Уругвай (H) | 5 | 2 | 2 | 1 | 6  | 3  | +3 | 8  | Молодіжний чемпіонат світу 2015 і Панамериканські ігри 2015                        |
| 4   | Бразилія    | 5 | 2 | 1 | 2 | 7  | 5  | +2 | 7  | Молодіжний чемпіонат світу 2015, Панамериканські ігри 2015 і Олімпійські ігри 2016 |
| 5   | Перу        | 5 | 1 | 0 | 4 | 5  | 14 | −9 | 3  | Панамериканські ігри 2015                                                          |
| 6   | Парагвай    | 5 | 0 | 1 | 4 | 1  | 10 | −9 | 1  | Панамериканські ігри 2015                                                          |

1. ↑  Бразилія кваліфікувалась на літні Олімпійські ігри 2016 року як господар.

| 26 січня 2015 17:50 |

| Аргентина             | 2–0      | Перу |
| --------------------- | -------- | ---- |
| Сімеоне 1' Корреа 77' | Протокол |      |

| Естадіо Сентенаріо, Монтевідео Арбітр: Енріке Касерес (Парагвай) |

| 26 січня 2015 20:00 |

| Парагвай | 0–0      | Колумбія |
| -------- | -------- | -------- |
|          | Протокол |          |

| Естадіо Сентенаріо, Монтевідео Арбітр: Андрес Кунья (Уругвай) |

| 26 січня 2015 22:10 |

| Уругвай | 0–0      | Бразилія |
| ------- | -------- | -------- |
|         | Протокол |          |

| Естадіо Сентенаріо, Монтевідео Арбітр: Хуліо Баскуньян (Чилі) |

| 29 січня 2015 17:50 |

| Парагвай | 0–2      | Бразилія                           |
| -------- | -------- | ---------------------------------- |
|          | Протокол | Юрі Мамуте 65' Маркос Гільерме 77' |

| Естадіо Парк Сентраль, Монтевідео Арбітр: Дієго Харо (Перу) |

| 29 січня 2015 20:00 |

| Аргентина       | 1–1      | Колумбія           |
| --------------- | -------- | ------------------ |
| Компаньюччі 88' | Протокол | Баррера 50' (пен.) |

| Естадіо Парк Сентраль, Монтевідео Арбітр: Родді Самбрано (Еквадор) |

| 29 січня 2015 22:10 |

| Уругвай                              | 3–1      | Перу         |
| ------------------------------------ | -------- | ------------ |
| Акоста 27' Перейро 55' Арамбаррі 77' | Протокол | Угарріса 66' |

| Естадіо Парк Сентраль, Монтевідео Арбітр: Мауро Вільяно (Аргентина) |

| 1 лютого 2015 17:50 |

| Перу       | 1–3      | Колумбія                  |
| ---------- | -------- | ------------------------- |
| Суккар 23' | Протокол | Лукумі 25', 90' Борре 40' |

| Естадіо Парк Сентраль, Монтевідео Арбітр: Хосе Арготе (Венесуела) |

| 1 лютого 2015 20:00 |

| Аргентина                  | 2–0      | Бразилія |
| -------------------------- | -------- | -------- |
| М. Ролон 86' Контрерас 89' | Протокол |          |

| Естадіо Парк Сентраль, Монтевідео Арбітр: Андрес Кунья (Уругвай) |

| 1 лютого 2015 22:10 |

| Уругвай                | 2–0      | Парагвай |
| ---------------------- | -------- | -------- |
| Акоста 21' Перейро 37' | Протокол |          |

| Естадіо Парк Сентраль, Монтевідео Арбітр: Рікардо Маркес (Бразиліяl) |

| 4 лютого 2015 17:50 |

| Перу | 0–5      | Бразилія                                             |
| ---- | -------- | ---------------------------------------------------- |
|      | Протокол | Натан 47' Таллес 56', 62' Малком 71' Лео Перейра 81' |

| Естадіо Сентенаріо, Монтевідео Арбітр: Адріан Велес (Колумбія) |

| 4 лютого 2015 20:00 |

| Аргентина                     | 3–0      | Парагвай |
| ----------------------------- | -------- | -------- |
| Сімеоне 17', 76' Л. Ролон 48' | Протокол |          |

| Естадіо Сентенаріо, Монтевідео Арбітр: Хуліо Баскуньян (Чилі) |

| 4 лютого 2015 22:10 |

| Уругвай | 0–0      | Колумбія |
| ------- | -------- | -------- |
|         | Протокол |          |

| Естадіо Сентенаріо, Монтевідео Арбітр: Енріке Касерес (Парагвай) |

| 7 лютого 2015 17:50 |

| Парагвай | 1–3      | Перу                             |
| -------- | -------- | -------------------------------- |
| Діас 84' | Протокол | Пенья 5' Коссіо 10' Угарріса 23' |

| Естадіо Сентенаріо, Монтевідео Арбітр: Мауро Вільяно (Аргентина) |

| 7 лютого 2015 20:00 |

| Бразилія | 0–3      | Колумбія                        |
| -------- | -------- | ------------------------------- |
|          | Протокол | Баррера 57' Родрігес 73', 90+1' |

| Естадіо Сентенаріо, Монтевідео Арбітр: Родді Самбрано (Еквадор) |

| 7 лютого 2015 22:10 |

| Аргентина              | 2–1      | Уругвай    |
| ---------------------- | -------- | ---------- |
| Дріуссі 35' Корреа 80' | Протокол | Перейро 7' |

| Естадіо Сентенаріо, Монтевідео Арбітр: Рікардо Маркес (Бразиліяl) |

## Переможець
| Молодіжний чемпіонат Південної Америки з футболу 2017 |
| ----------------------------------------------------- |
| Аргентина 5 титул                                     |

## Найкращі бомбардири
Протягом турніру було забито  99 голів у 35 матчах, з середнім показником 2.83 голів за матч.
9 голів
- Джованні Сімеоне

5 голів
- Гастон Перейро

4 голи
- Анхель Корреа
- Маркос Гільерме
- Джейсон Лукумі
- Хосе Севальйос Енрікес
- Александер Суккар
- Франко Акоста

3 голи
- Таллес
- Мігель Парралес
- Мауро Арамбаррі

2 голи
- Крістіан Куевас
- Родріго Ечеверрія
- Харлан Баррера
- Рафаель Сантос Борре
- Хоао Родрігес
- Серхіо Діас
- Луїс да Сільва
- Адріан Угарріса

1 гол
- Факундо Кардосо
- Лусіо Компаньюччі
- Родріго Контрерас
- Себастьян Дріуссі
- Томас Мартінес
- Факундо Монтесейрін
- Леонардо Ролон
- Максі Ролон
- Леонардо Суарес
- Ерік Ірагуа
- Альберто Пінто
- Габріел Барбоза
- Кенеді
- Лео Перейра
- Малком
- Натан
- Юрі Мамуте
- Мауро Манотас
- Хуан Ферней Отеро
- Роберт Бурбано
- Луїс Канга
- Луїс Амарілья
- Енріке Араухо
- Іван Каньєте
- Хесус Медіна
- Даніло Сантакрус
- Густаво Вієра
- Алексіс Коссіо
- Ауреліо Гонсалес-Віхіль
- Серхіо Пенья Флорес
- Родріго Амараль
- Гастон Фабер
- Хайме Морено Чорчарі

1 автогол
- Родріго Ечеверрія (проти Уругваю)
- Браян Бернаола (проти Аргентини)
- Даніель Прієто (проти Аргентини)

## Кваліфікація на інші турніри

### Молодіжний чемпіонат світу 2015
Наступні чотири команди від КОНМЕБОЛ пройшли кваліфікацію на Молодіжний чемпіонат світу 2015 року у Новій Зеландії.
| Збірна    | Дата кваліфікації | Попередні виступи на чемпіонаті світу1                                                                     |
| --------- | ----------------- | --- |
| Аргентина | 4 лютого 2015     | 13 (1979, 1981, 1983, 1989, 1991, 1995, 1997, 1999, 2001, 2003, 2005, 2007, 2011)                          |
| Бразилія  | 4 лютого 2015     | 17 (1977, 1981, 1983, 1985, 1987, 1989, 1991, 1993, 1995, 1997, 1999, 2001, 2003, 2005, 2007 , 2009, 2011) |
| Уругвай   | 4 лютого 2015     | 12 (1977, 1979, 1981, 1983, 1991, 1993, 1997, 1999, 2007, 2009, 2011, 2013)                                |
| Колумбія  | 4 лютого 2015     | 8 (1985, 1987, 1989, 1993, 2003, 2005, 2011, 2013)                                                         |

1 Жирним шрифтом вказані чемпіони того року. Курсив вказує на господарів тогорічного турніру.

### Панамериканські ігри 2015
Наступні чотири команди від КОНМЕБОЛ пройшли кваліфікацію на Панамериканські ігри 2015 року.
| Збірна   | Дата кваліфікації | Попередні виступи на Панамериканських іграх1                    |
| -------- | ----------------- | --------------------------------------------------------------- |
| Перу     | 4 лютого 2015     | 0 (Дебют)                                                       |
| Парагвай | 4 лютого 2015     | 4 (1951, 1987, 1995, 2003)                                      |
| Бразилія | 7 лютого 2015     | 10 (1959, 1963, 1975, 1979, 1983, 1987, 1995, 2003, 2007, 2011) |
| Уругвай  | 7 лютого 2015     | 5 (1963, 1975, 1983, 1999, 2011)                                |

1 Жирним шрифтом вказані чемпіони того року. Курсив вказує на господарів тогорічного турніру.

### Олімпійські ігри
Оскільки Бразилія вже автоматично кваліфікувалась на Олімпіаду як господар змагання, від КОНМЕБОЛ залишилась лише одна пряма путівка, яку отримав переможець турніру, яким сталаАргентина,, в той час як срібний призер, збірна Колумбії потрапила у плей-оф кваліфікації, де обіграла представника КОНКАКАФ США і також вийшла на Олімпійські ігри
Наступні три команди від КОНМЕБОЛ пройшли кваліфікацію на Олімпійські ігри 2016 року.
| Збірна    | Дата кваліфікації | Попередні виступи на Олімпійських іграх1                                    |
| --------- | ----------------- | --------------------------------------------------------------------------- |
| Бразилія  | 2 жовтня 2009     | 12 (1952, 1960, 1964, 1968, 1972, 1976, 1984, 1988, 1996, 2000, 2008, 2012) |
| Аргентина | 7 лютого 2015     | 7 (1928, 1960, 1964, 1988, 1996, 2004, 2008)                                |
| Колумбія  | 29 березня 2016   | 4 (1968, 1972, 1980, 1992)                                                  |

1 Жирним шрифтом вказані чемпіони того року. Курсив вказує на господарів тогорічного турніру.

## Телетрансляції

### Південна Америка
- : TyC Sports (усі матчі в прямому ефірі) іChannel 7 (Лише матчі Аргентини)
- : SporTV (усі матчі) і SBT (усі матчі Бразилії та деякі інші)
- : Caracol Televisión (усі матчі Колумбії в прямому ефірі)
- : Tigo Sports (усі матчі в прямому ефірі) і La Tele (усі матчі Парагваю та деякі інші)
- : América Televisión (усі матчі в прямому ефірі)
- : Tenfield (усі матчі в прямому ефірі)

### Північна Америка
- : beIN Sports (усі матчі в прямому ефірі)

### Європа
- : Bet365  (усі матчі в прямому ефірі)